# Ballophilus alluaudi
Ballophilus alluaudi är en mångfotingart som beskrevs av Ribaut 1914. Ballophilus alluaudi ingår i släktet Ballophilus och familjen Ballophilidae.
Artens utbredningsområde är:
- Kenya.
- Somalia.
- Uganda.
- Zambia.
- Zimbabwe.

Inga underarter finns listade i Catalogue of Life.